# Alfred Blaschko
Alfred Blaschko (ur. 3 marca 1858 w Bad Freienwalde (Oder), zm. 26 marca 1922 w Berlinie) – niemiecki lekarz, zajmował się głównie wenerologią. W 1881 doktoryzował się w Berlinie, następnie pracował z Georgiem Wegnerem (1843–1917) w Szczecinie. Ostatecznie otworzył własną praktykę dermatologiczną w Berlinie.

## Wybrane prace
- Betrachtungen zur Architektonik der Oberhaut. Berlin, 1887.
- Behandlung der Geschlechtskrankheiten in Krankenkassen und Krankenhäusern. Berlin, 1890.
- Verbreitung der Syphilis in Berlin. Berlin, 1892.
- Zur Aetiologie und Pathogenese des Gewerbeeczems. 1892
- Syphilis und Prostitution vom Standpunkt der öffentlichen Gesundheitspflege. Berlin, 1893.
- Die Lepra im Kreise Memel. Berlin, 1897.
- Hygiene der Prostitution und venerischen Krankheiten. Jena, 1900.
- Die Nervenverteilung in der Haut in ihrer Beziehung zu den Erkrankungen der Haut. Wiedeń, 1901.
- Ein Beitrag zur Lehre von der Immunität bei Syphilis. 1911
- Acne zosteriformis. 1916
- Ekzema "migrans". 1921